# حصب السليلي (المضاربة والعارة)

تعديل مصدري - تعديل

حصب السليلي هي إحدى قرى عزلة العارة بمديرية المضاربة والعارة التابعة لمحافظة لحج، بلغ تعداد سكانها 33 نسمة حسب تعداد اليمن لعام 2004.